# Ebniter Tal
Das Ebniter Tal, auch Ebnitertal oder seltener Dornbirner Achetal ist das Tal der Dornbirner Ach bis zu ihrem Eintritt in die Ebene des Vorarlberger Rheintals.

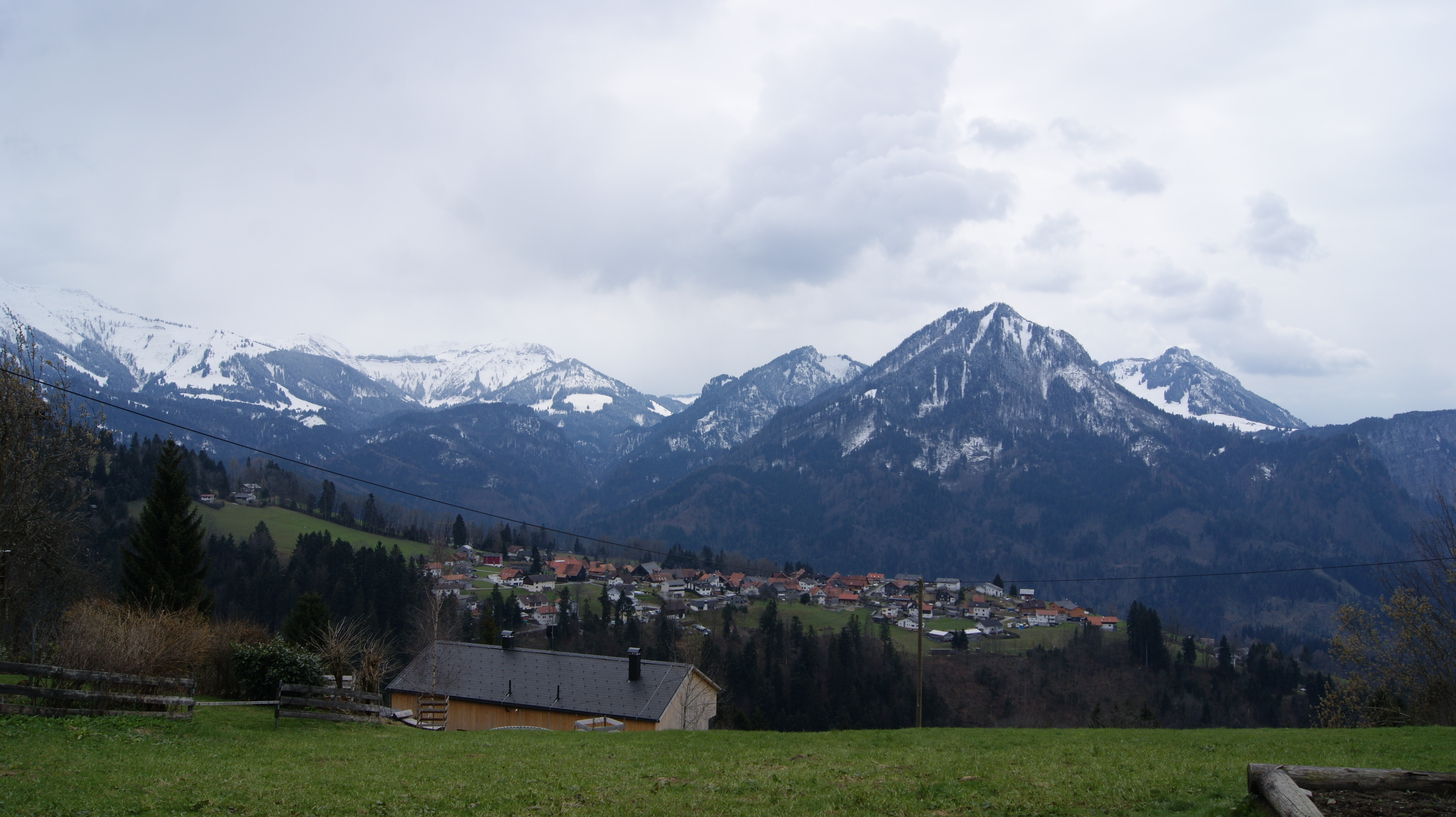
Blick auf Kehlegg und das Ebniter Tal

## Name
Der Name stammt von der hintersten Siedlung im Tal, der Ortschaft Ebnit. Auch der Oberlauf der Dornbirner Ach heißt Ebniter Ach.

## Lage

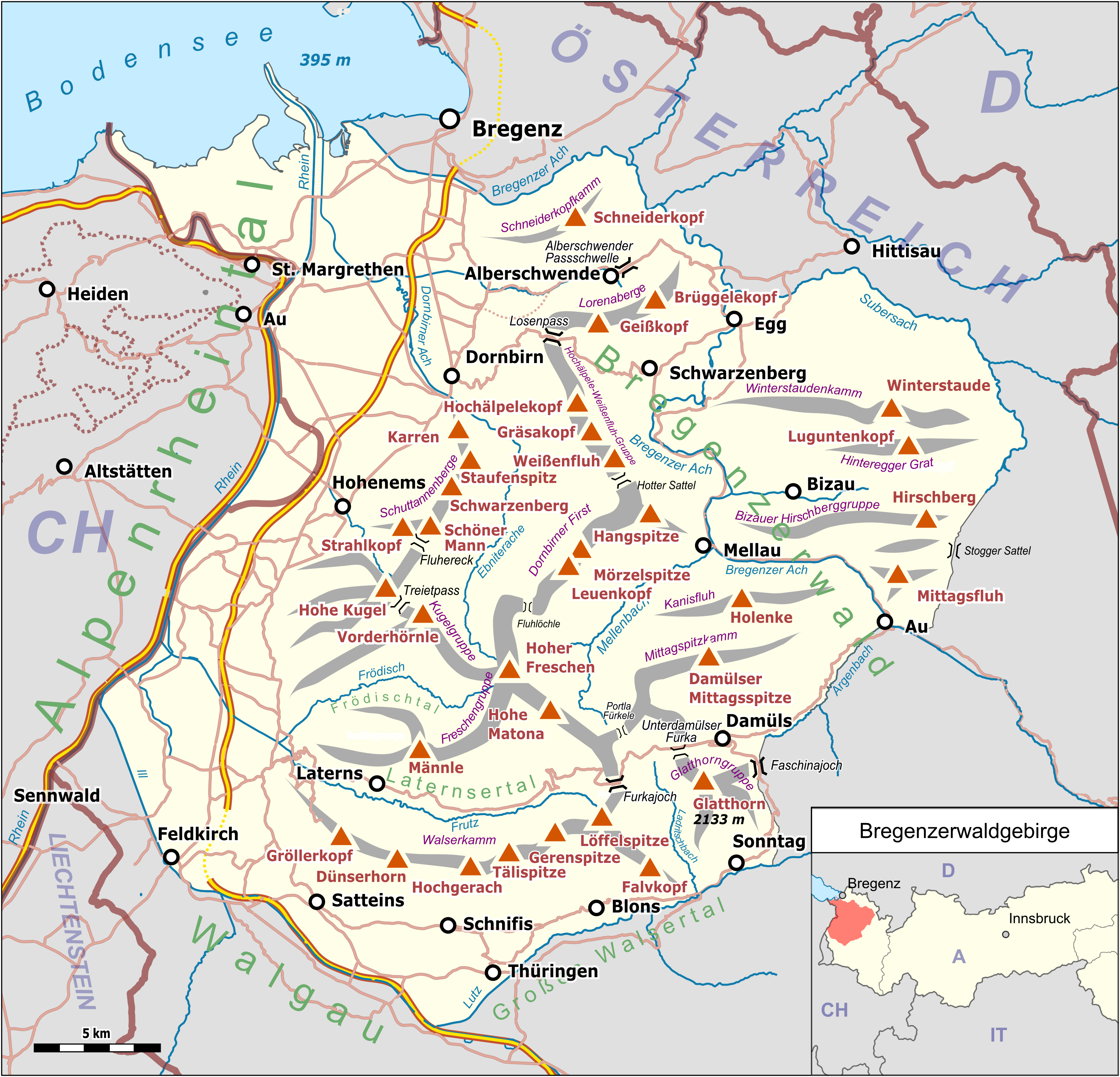
Bregenzerwaldgebirge mit Ebniter Tal im Zentrum

Das Tal ist ein östliches Seitental des Alpenrheintals. Es liegt praktisch zur Gänze im Gemeindegebiet von Dornbirn. Es ist flächenmäßig das größte Tal innerhalb des Bregenzerwaldgebirges.

## Talabschnitte

### Hinteres Ebniter Tal
Das Hintere Ebniter Tal ist ein Großraumbiotop (Biotop 30161) mit über 1000 ha Fläche. Das Gebiet ist kaum erschlossen, es gibt nur einige Alpbetriebe im Sommer. Westlich wird der Talbereich begrenzt von den Bergen der Kugelgruppe: Hohe Kugel, Falben, Vorderhörnle, Hörnle und Dümelekopf. Südöstlich und östlich wird das Biotop vom Hohen Freschen, Binnelgrat und Alpkopf begrenzt. Es ist ein Rückzugsraum für Wildtiere mit hohem Flächenbedarf. Bergmischwälder, bewachsene Schuttkegel, viele kleine Wasserläufe, Flachmoore und Hochstauden sind neben den Alpweiden landschaftsbestimmend. Das Gebiet gehört teilweise zum Naturschutzgebiet Hohe Kugel - Hoher Freschen - Mellental. Hier im Ebniter Tal wurde erstmalig in Vorarlberg eine Wildkatze gesichtet.

### Bergdorf Ebnit

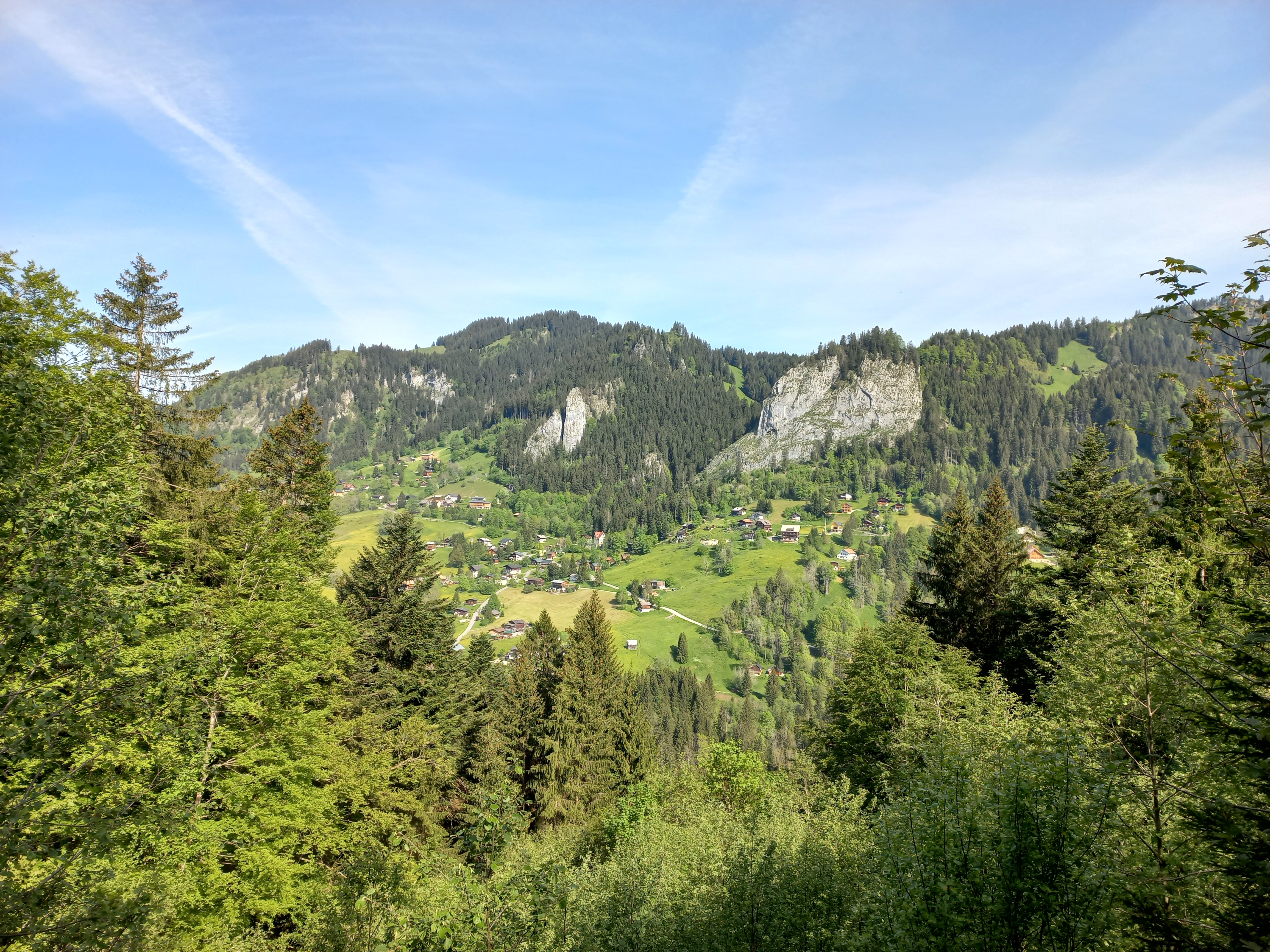
Ebnit von Ilgenwaldalpe

Ebnit ist die hinterste Siedlung im Tal, das Dorf wurde von den Walsern errichtet. In Ebnit leben heute nur noch knapp über 100 Menschen. Ebnit ist eine Katastralgemeinde von Dornbirn. Erreichbar ist der Ort über die Ebniter Straße.

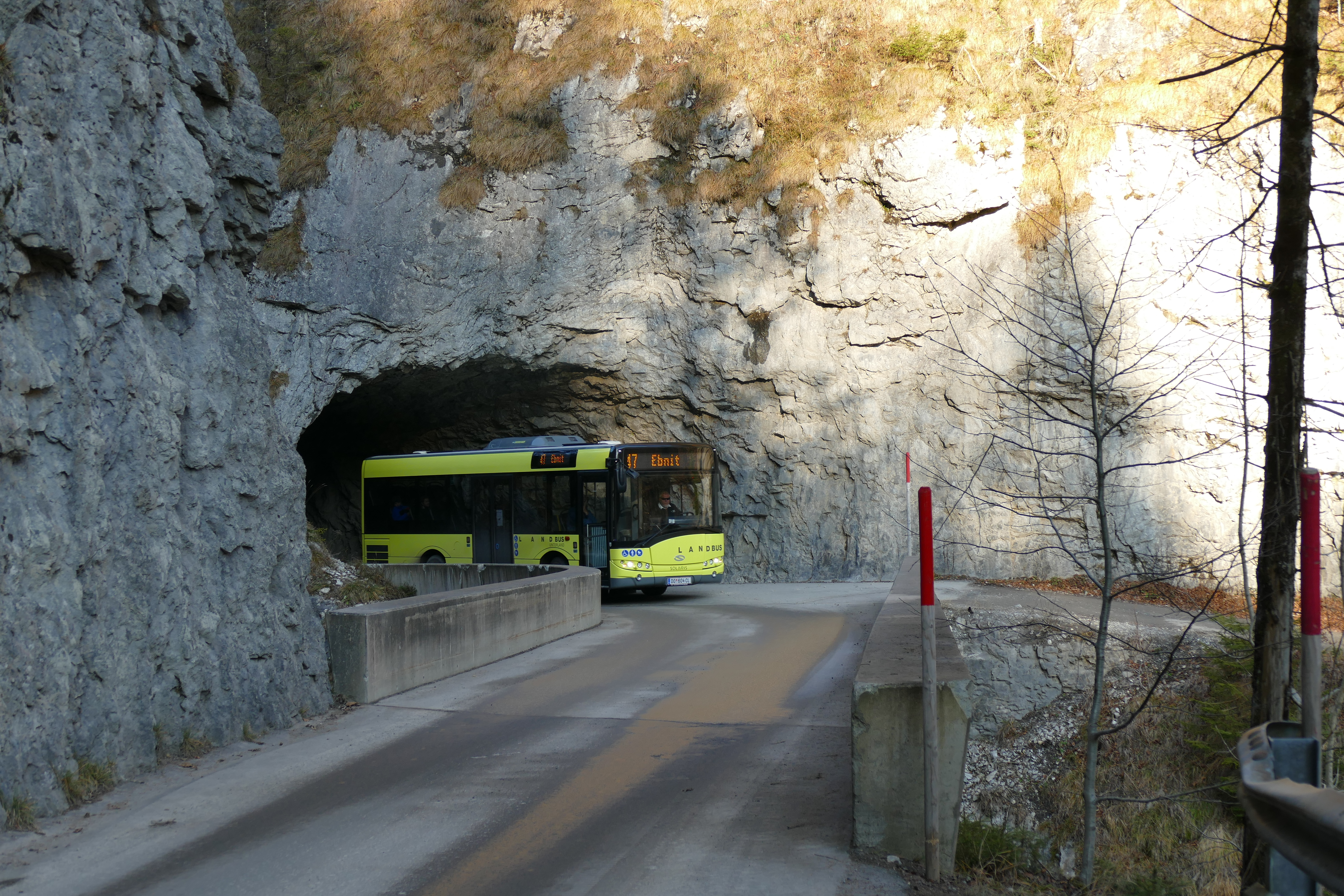
Ebniter Straße

### Schluchten zwischen Ebnit und Gütle

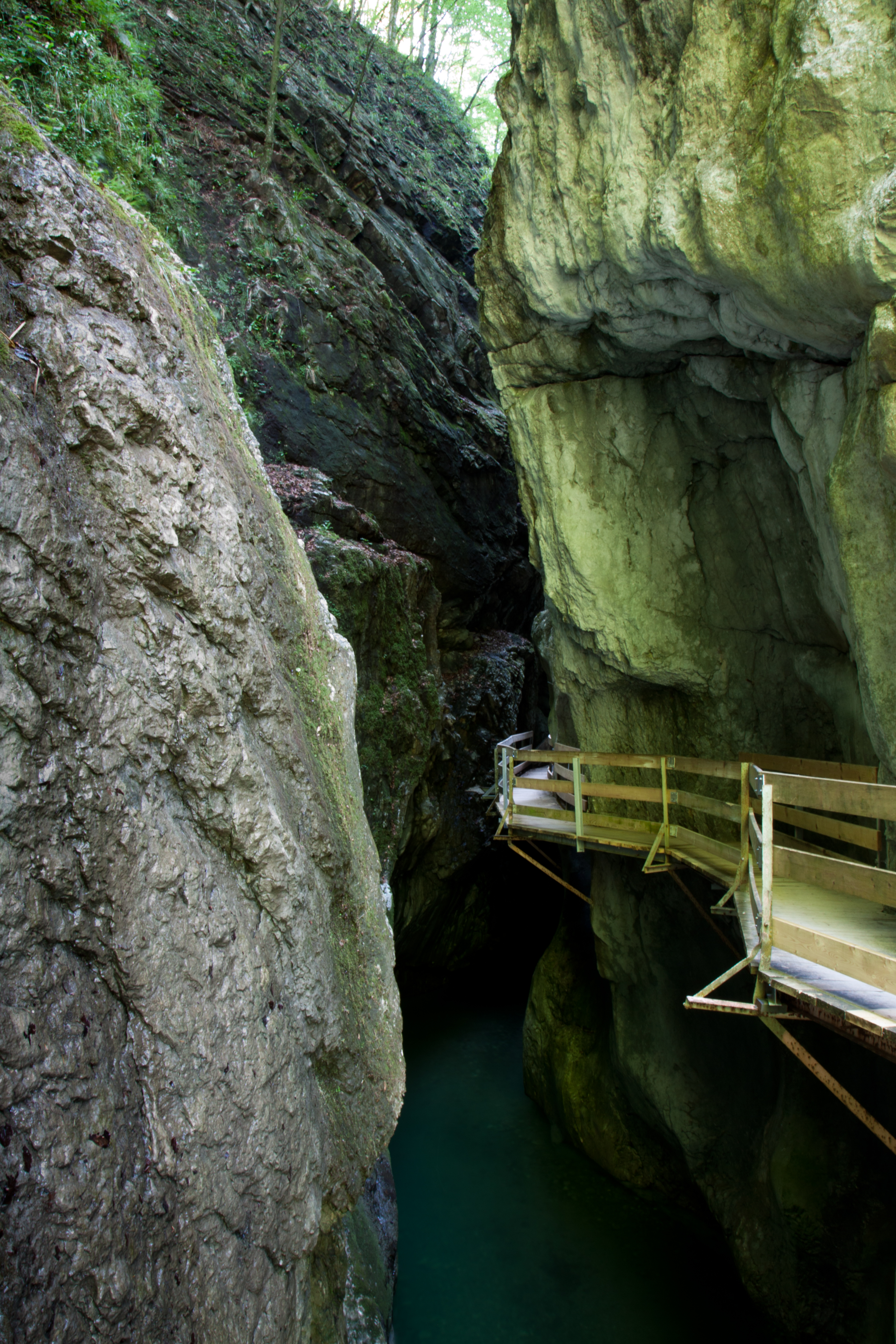
Alplochschlucht

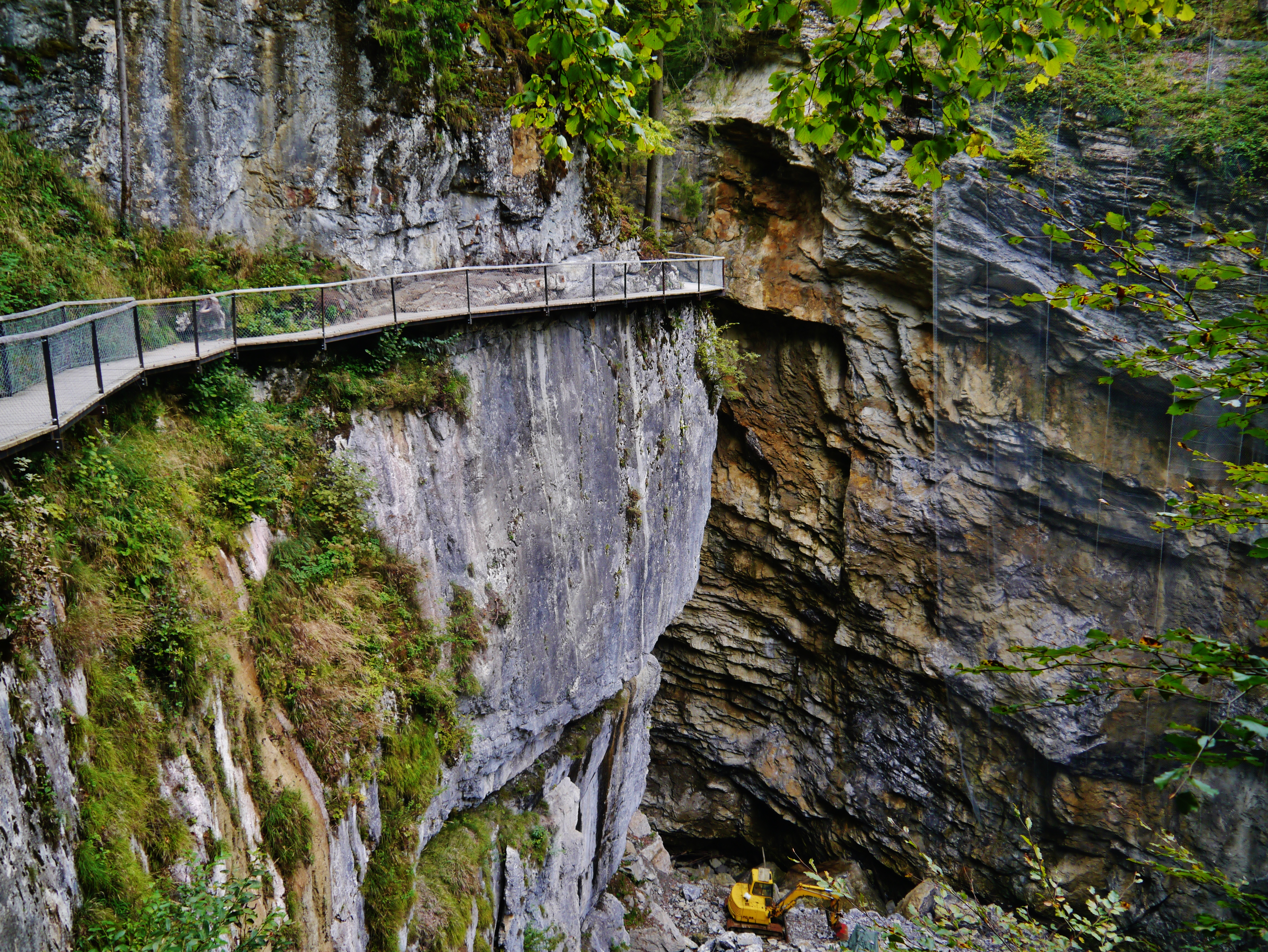
Rappenlochschlucht

Zwischen Ebnit und Gütle sind mehrere sehr steile Schluchten, beispielsweise die Schaufelschlucht, die Alplochschlucht und die Rappenlochschlucht. Zwischen den beiden letztgenannten liegt der künstlich angelegte Staufensee-Stausee.

### Ortschaft Gütle
Im Gütle waren früher Sägewerke und Industrieanlagen, heute dominiert der Tourismus. Hier ist der Ausgangspunkt für die Rappenlochschlucht. Zwei Museen sind hier, das Dornbirner Krippenmuseum und das Rolls-Royce-Museum. 

### Talausgang
Ab dem Gütle wird das Tal breiter. Hier liegt das Conrad Sohm, ein Szene-Club und Nachtlokal. Talauswärts folgt das Waldbad Enz und die Talstation der Karrenseilbahn. Spätestens bei der Fachhochschule Vorarlberg beginnt die Rheintalebene und endet das Ebniter Tal.

## Seitentäler
Im hinteren Ebniter Tal sind zahlreiche Bäche, die Tobel bilden: Valorsbach, Wiesbergbach, Manschektobelgraben, Wälegraben, Kugelbach, Ilgenwaldtobelbach, Heumöserbach und der Bruderbach. Der Bruderbach bildet einen tieferen Einschnitt mit den Alpen Pfarrers Älpele und Fluhereck. Hier ist die Grenze zwischen den Bergen der Kugelgruppe und den Schuttannenbergen.
Weitere Bäche sind Gschwendtobelbach, Sattelbach, Spätenbach und Vorderspätenbach. Der Spätenbach bildet ein Tal, das bis zur Alpe Schuttannen reicht.

Das wichtigste Seitental ist das Tal der Kobelach/Gunzenach, das wiederum fächerartig zahlreiche kleine Taleinschnitte hat durch folgende Bäche: Lauberbach, Rudach, Müselbach, Tintelsbach und Beckenmannbach. Die Kobelach bzw. Gunzenach trennt den Dornbirner First von der Freschengruppe. Der Müselbach trennt den Dornbirner First von der Hochälpele-Weißenfluh-Gruppe.

Der Gechelbach kommt von der Siedlung Kehlegg, die man im weitesten Sinn noch zum Ebniter Tal zählen kann.